# Kottsiepen 32/34

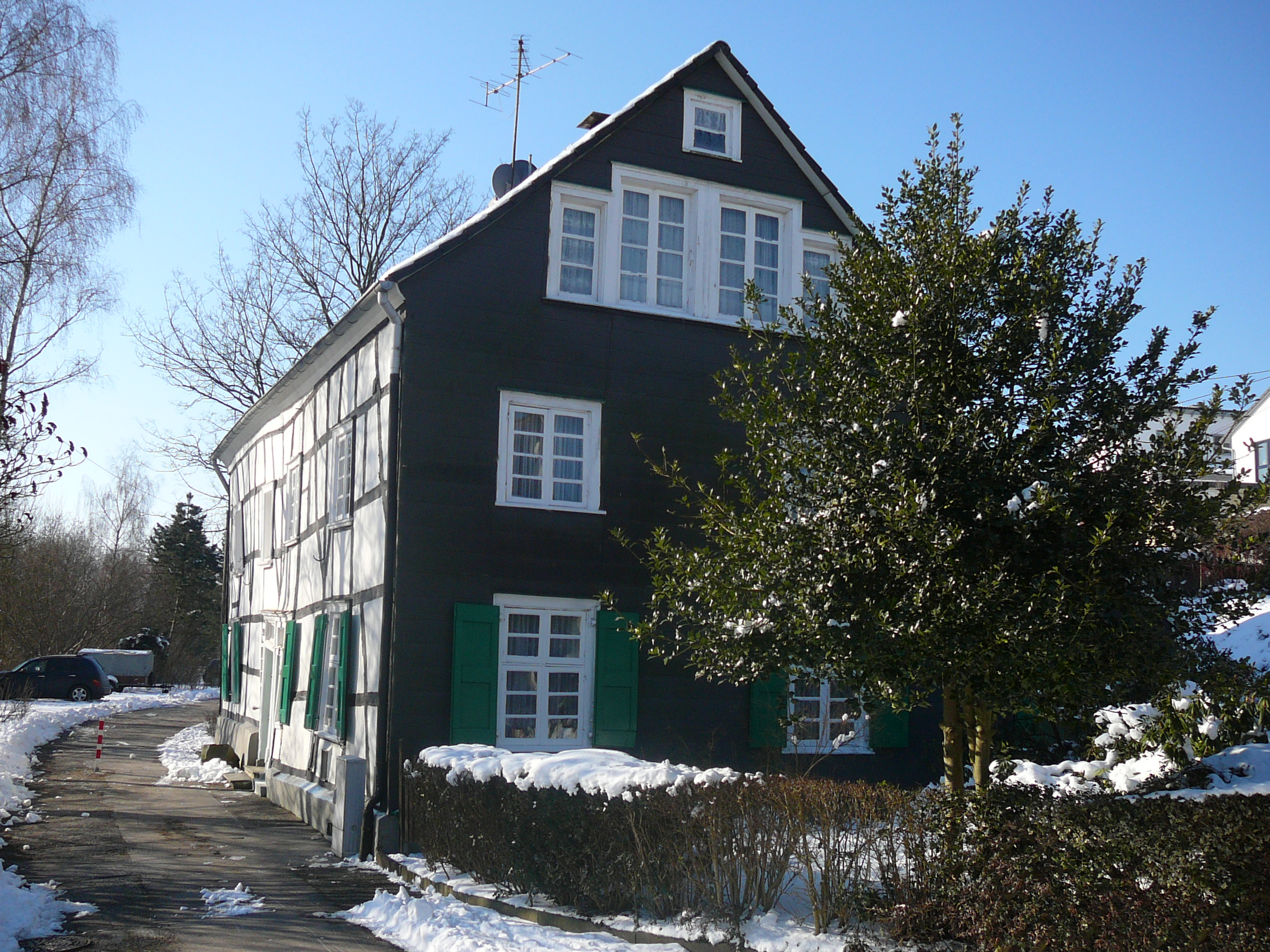
Kottsiepen 32/34

Das Gebäude Kottsiepen 32/34 ist ein unter Denkmalschutz stehendes Doppelhaus im Süden der bergischen Großstadt Wuppertal in Nordrhein-Westfalen.  Sie zählen zu den ältesten noch erhaltenen Wohngebäuden im Ortsteil und Stadtbezirk Ronsdorf.

## Lage

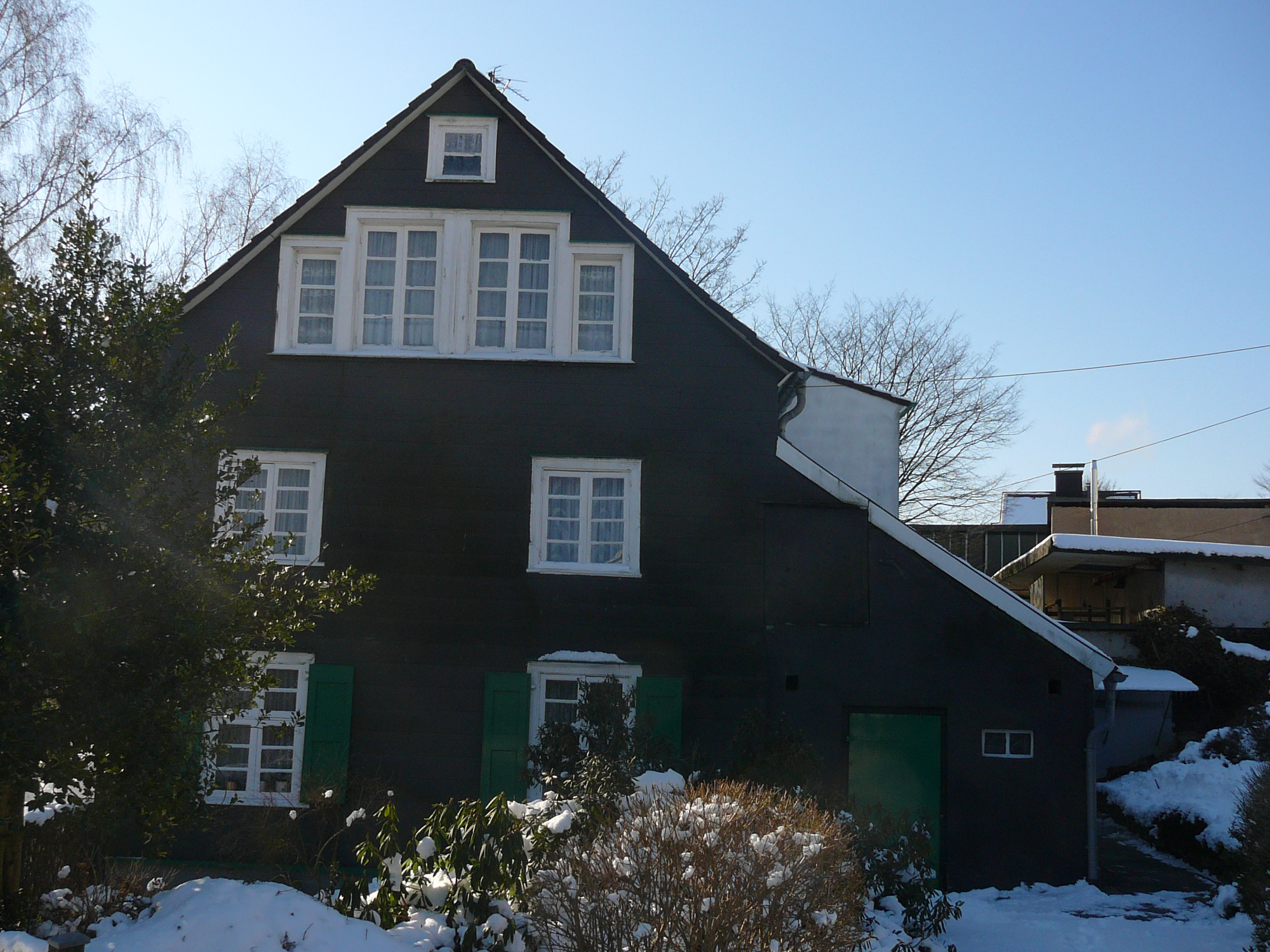
Kottsiepen 32/34

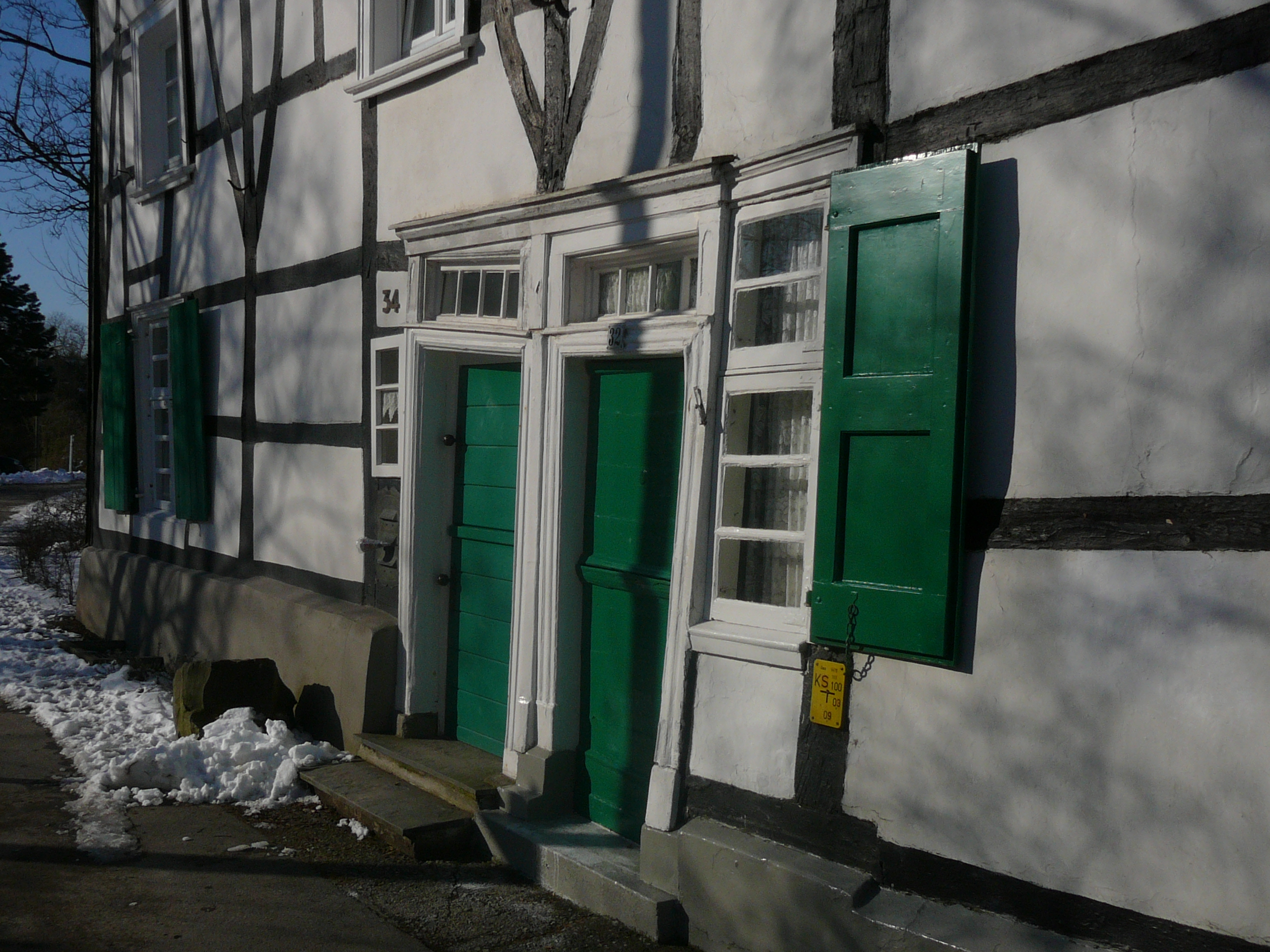
Kottsiepen 32/34

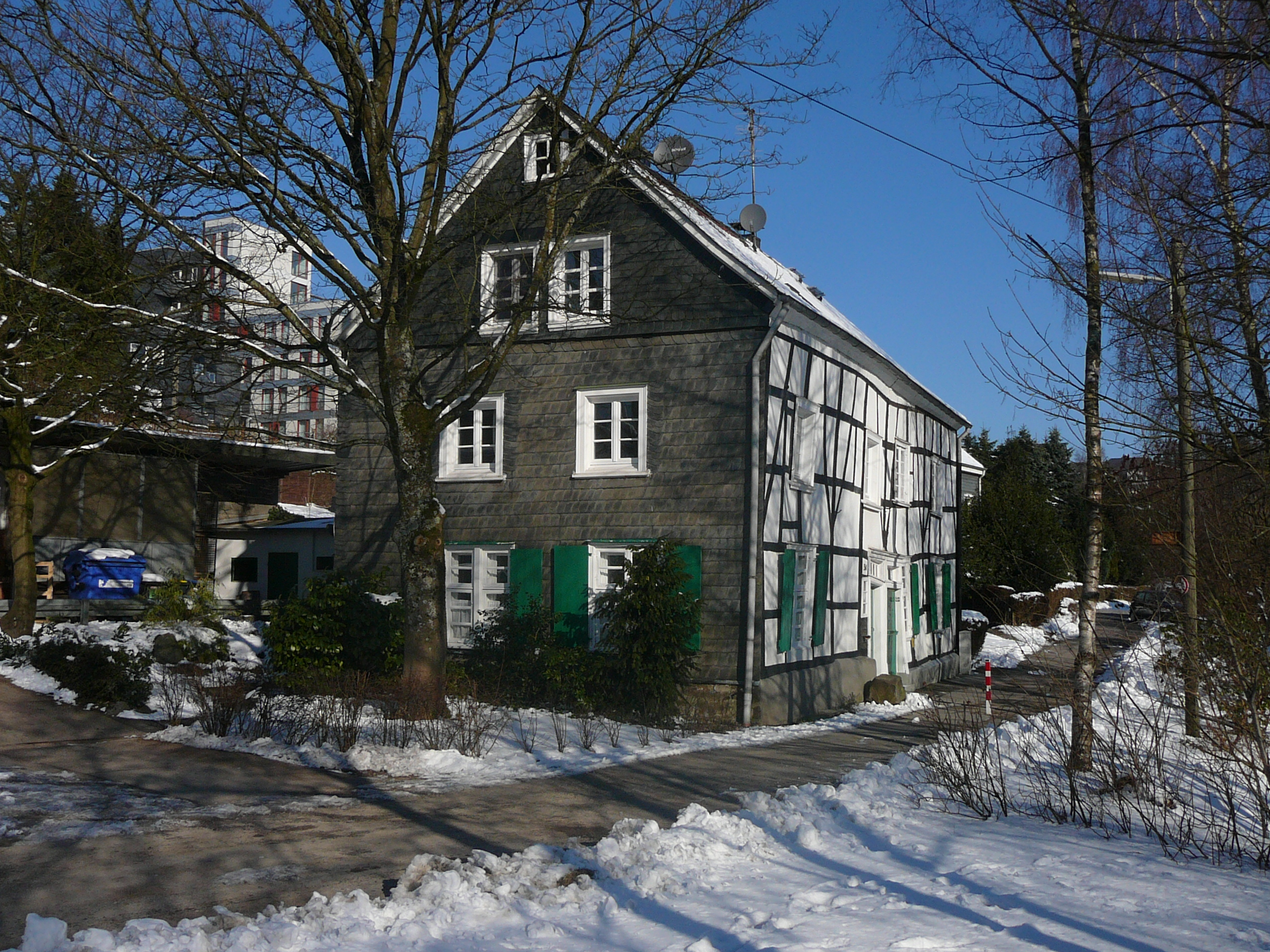
Kottsiepen 32/34

Das Gebäudeensemble befindet sich in Ronsdorf, in Nähe der Stadtgrenze zu Remscheid. Es liegt dort im Wohnquartier Schenkstraße in der Ortslage Kottsiepen an dem gleichnamigen Bach Kottsiepen, in der schmalen Anliegerstraße und Sackgasse Kottsiepen, die für den Automobilverkehr nur von der Schenkstraße aus erreichbar ist.

## Historie und Beschreibung
Das genaue Erbauungsdatum der beiden aneinander stehenden Häuser ist mangels historischer Quellen unbekannt. Gesichert ist, dass die Ortslage „Kottsiepen“ bereits 1471 Kottseipere genannt wurde und in der Topographia Ducatus Montani des Kartografen Erich Philipp Ploennies aus dem Jahr 1715 als Ansiedlung mit zwei Wohnplätzen unter dem Namen Korzieben aufgeführt war. Ob es sich hierbei um die beiden Doppelhaushälften handelte, ist nicht bekannt. Spätestens im preußischen Urkataster von 1825 sind die Gebäude eingetragen, womit erstmals ein gesicherter Nachweis für ihre Existenz vorlag. Auch der Bericht der Unteren Denkmalbehörde hierzu ist knapp und daher auslegbar gehalten.
Die beiden Doppelhaushälften sind aneinander gebaut und zur Straßenfront hin symmetrisch angeordnet. Sie besitzen zwei unmittelbar nebeneinander liegende Eingänge mit sich gleichenden und grün lackierten Türen. Dabei handelt es sich um alte „Klön- und Kladdertüren“ oder „Klöntüren“, die früher auf Bauernhäusern zumeist eingebaut waren, deren Ober- und Unterteil sich getrennt öffnen lassen. Dadurch konnte über den oberen fensterlosen Teil gelüftet und mit Besuchern gesprochen werden, während die Hühner und anderes frei laufendes Kleinvieh nicht ins Haus kamen. Licht fiel in den Küchenraum und der Rauch der Feuerstelle konnte abziehen. Die zweieinhalbgeschossigen Häuser sind teilweise unterkellert und wurden in Fachwerkbauweise errichtet, wobei Teile der Fassaden verschiefert sind. Die zur Straßenfront hin traufständigen Gebäude haben ein gemeinsames Satteldach. Vor den Häusern befand sich ein gemeinsamer Hausbrunnen, der in den 1930er Jahren nach dem Anschluss an die städtische Wasserversorgung aufgegeben und zugeschüttet wurde.

## Denkmalschutz
Aufgrund des Alters und der der hieraus abzuleitenden historischen Bedeutung für die Siedlungsgeschichte der späteren Stadt Ronsdorf, die 1929 in die neu gegründete Stadt Wuppertal eingemeindet wurde, sowie der charakteristischen Bauweise im Bergischen Fachwerkstil, wurden beide Gebäude als Einheit am 29. September 1997 unter einer gemeinsamen Nummer in die Denkmalliste der Stadt Wuppertal eingetragen.